# Fatou Lamin Faye
Fatou Lamin Faye, född 10 februari 1954, är en gambisk politiker. Hon var Minister of Basic and Secondary Education (minister för primär- och sekundärutbildning) 2004–2017. Hon har studerat på Ahmadu Bello University, St. Francis Xavier University och University of Huddersfield. Hon talar engelska, wolof och mandinka. Hon har två döttrar.